# Wriborg Jønson
Wriborg Jønson (7. oktober 1907 i København – 26. juni 1980) var en dansk civilingeniør og partner i COWI, hvis sidste to bogstaver er Jønsons initialer.

## Karriere
Han var søn af skibsfører Johannes Jønson (død 1951) og hustru Nielsine f. Pedersen (død 1966), blev student fra Østre Borgerdydskole 1926 og cand.polyt. 1933. Samme år blev han ansat hos dr.techn. Christen Ostenfeld og blev i 1946 optaget som partner og rådgivende ingeniør i Cowiconsult, rådgivende ingeniører A/S (tidligere Chr. Ostenfeld og W. Jønson).
Han var formand for bestyrelsen for COWIconsult A/S fra 1973; medlem af bestyrelsen for Dansk Selskab for Bygningsstatik 1940-49 og for Foreningen af rådgivende Ingeniører 1957-62; medlem af repræsentantskabet for Dansk Ingeniørforening 1948-49 og mæglingsmand under Forligsinstitutionen 1958-66.

## Større ingeniørarbejder
- Bygningsanlæg for bl.a. A/S Superfos, A/S De Danske Sukkerfabrikker, Forsvarets Bygningstjeneste, Kastrup og Holmegaard Glasværker, IBM A/S, A/S De forenede Bryggerier, A/S De forenede Papirfabrikker, A/S Colon Emballage, I/S Dansk-Norsk Kvælstofindustri, A/S Dansk Supermarked; endv. projektering for undervisningsrum, og GTO samt for svømmebade og idrætshaller.

## Privat
Han blev gift 20. marts 1940 med Grethe Levring (13. juli 1910 i København – 3. december 1986), datter af værkfører Harald Levring (død 1951) og hustru Albertine f. Christiansen (død 1955).
I 1939 lod Jønson arkitekten Mogens Lassen tegne sig en karakteristisk villa i jernbeton på adressen Frugtparken 22 i Gentofte. Huset findes endnu, men er blevet udvidet af en senere ejer.
Han var begravet på Gentofte Kirkegård, men gravstedet blev nedlagt 2011.